# Mtimbwilimbwi
Mtimbwilimbwi ist ein Verwaltungsbezirk (Ward) des Distrikts Nanyamba Town Council in der tansanischen Region Mtwara.

## Geografie
Mtimbwilimbwi liegt im Südosten von Tansania etwa 50 Kilometer Luftlinie südwestlich der Regionshauptstadt Mtwara. Der Bezirk grenzt im Norden an Mangopachanne und Dihimba, im Osten an Mtiniko, im Südosten an Kiyanga, im Süden an Mbembaleo und im Westen an Nanyamba, Hinju und Njengwa. Bei der Volkszählung 2022 lebten 11.536 Menschen in 3338 Haushalten auf einer Fläche von 124 Quadratkilometern.

## Gliederung
Der Bezirk besteht aus sieben Gemeinden (Mtaa) mit 26 Orten (Kitongoji):
| Mtimbwilimbwi - Dodoma - Azimio - Tulia - Dar es Salaam | Shaba - Nguvukazi - Juhudi - Ujamaa - Majengo | Mtopwa - Mtopwa - Komoro - Rahaleo - Madina | Pachani - Pachani - Kisutu - Majengo - Shangani | Mbambakofi - Madina - Nambaru - Mbambakofi | Nanjedya - Bondeni - Lusaka - Majengo - Mitangani - Madina | Namisangi - Jangwani - Mageuzi |

## Infrastruktur
- Bildung: Die Mtiniko Secondary School ist eine staatliche weiterführende Tagesschule mit einer Ausbildung bis zur 4 Stufe.[8]
- Gesundheit: In den drei Gemeinden Mtimbwilimbwi,[9] Nanjedya[10] und Namisangi[11] liegt je eine staatliche Apotheke.
- Verkehr: Durch den Bezirk verläuft die teilweise asphaltierte Regionalstraße von Newala nach Mtwara.[12]